# Collegio uninominale Lazio - 02 (2017)
Il collegio elettorale uninominale Lazio - 02 è stato un collegio elettorale uninominale della Repubblica Italiana per l'elezione del Senato tra il 2017 ed il 2022.

## Territorio
Come previsto dalla legge elettorale italiana del 2017, il collegio era stato definito tramite decreto legislativo all'interno della circoscrizione Lazio.
Era formato da parte del territorio del comune di Roma (Quartiere Alessandrino, Quartiere Appio Claudio, Quartiere Appio-Pignatelli, Quartiere Don Bosco, Quartiere Prenestino-Centocelle, Quartiere Prenestino-Labicano, Quartiere Tiburtino, Quartiere Tuscolano, Zona Borghesiana, Zona Torre Angela, Zona Torre Maura, Zona Torre Spaccata).
Il collegio era parte del collegio plurinominale Lazio - 01.

## Eletti
| Elezione | Elezione | Senatore      | Partito            |
| -------- | -------- | ------------- | ------------------ |
|          | 2018     | Paola Taverna | Movimento 5 Stelle |

## Dati elettorali

### XVIII legislatura
Come previsto dalla legge elettorale, 116 senatori erano eletti con sistema a maggioranza relativa in altrettanti collegi uninominali a turno unico.
| Candidati              | Candidati               | Voti    | %     | Liste                                | Voti    | %     |
| ---------------------- | ----------------------- | ------- | ----- | ------------------------------------ | ------- | ----- |
|                        | Paola Taverna ✔️ Eletto | 87 838  | 34,52 | Movimento 5 Stelle                   | 87 838  | 34,52 |
|                        | Maria Grazia Cacciamani | 78 507  | 30,85 | Lega                                 | 31 126  | 12,23 |
| Forza Italia           | Maria Grazia Cacciamani | 78 507  | 30,85 | 25 722                               | 10,11   |       |
| Fratelli d'Italia      | Maria Grazia Cacciamani | 78 507  | 30,85 | 20 502                               | 8,06    |       |
| Noi con l'Italia - UDC | Maria Grazia Cacciamani | 78 507  | 30,85 | 1 157                                | 0,45    |       |
|                        | Oreste Pastorelli       | 61 226  | 24,06 | Partito Democratico                  | 50 407  | 19,81 |
| +Europa                | Oreste Pastorelli       | 61 226  | 24,06 | 8 735                                | 3,43    |       |
| Italia Europa Insieme  | Oreste Pastorelli       | 61 226  | 24,06 | 1 222                                | 0,48    |       |
| Civica Popolare        | Oreste Pastorelli       | 61 226  | 24,06 | 862                                  | 0,34    |       |
|                        | Giuseppa Urso           | 11 752  | 4,62  | Liberi e Uguali                      | 11 752  | 4,62  |
|                        | Maria Vittoria Molinari | 6 397   | 2,51  | Potere al Popolo!                    | 6 397   | 2,51  |
|                        | Augusto Sinagra         | 3 354   | 1,32  | CasaPound                            | 3 354   | 1,32  |
|                        | Cinzia Mariani          | 1 764   | 0,69  | Partito Comunista                    | 1 764   | 0,69  |
|                        | Bernarda Raucci         | 1 440   | 0,57  | Il Popolo della Famiglia             | 1 440   | 0,57  |
|                        | Carlo Morganti          | 985     | 0,39  | Italia agli Italiani                 | 985     | 0,39  |
|                        | Eleonora Mosti          | 484     | 0,19  | Democrazia Cristiana                 | 484     | 0,19  |
|                        | Andrea Pensabene        | 342     | 0,13  | Per una Sinistra Rivoluzionaria      | 342     | 0,13  |
|                        | Flavio Cariani          | 234     | 0,09  | Lista del Popolo per la Costituzione | 234     | 0,09  |
|                        | Stefano Covello         | 160     | 0,06  | PRI - ALA                            | 160     | 0,06  |
| Totale                 | Totale                  | 254 483 | 100   |                                      | 254 483 | 100   |
|                        |                         |         |       |                                      |         |       |
| Voti non validi        | Voti non validi         | 7 488   | 2,86  |                                      |         |       |
| Votanti                | Votanti                 | 261 971 | 70,12 |                                      |         |       |
| Elettori               | Elettori                | 373 582 |       |                                      |         |       |